# Lijst van gemeentelijke monumenten in Diemen
De gemeente Diemen kent 4 gemeentelijke monumenten, hieronder een overzicht. 
| Object            | Bouwjaar | Architect           | Locatie            | Plaats | Coördinaten                   | Nr.       | Afbeelding        |
| ----------------- | -------- | ------------------- | ------------------ | ------ | ----------------------------- | --------- | ----------------- |
| De Oude Smidse    | 1749     |                     | Ouddiemerlaan 19   | Diemen | 52° 20' 20" NB, 4° 57' 43" OL | 0384/WN01 | De Oude Smidse    |
| Rietschuur        |          | Frank van Klingeren | Kriekenoord        | Diemen | 52° 20' 17" NB, 4° 58' 27" OL | 0384/WN02 | Rietschuur        |
| Blauwe olifant    |          |                     | Nelson Mandelapark | Diemen |                               | 0384/WN03 | Meer afbeeldingen |
| Gedenk te sterven |          |                     | Ouddiemerlaan 168  | Diemen |                               | 0384/     | Gedenk te sterven |